# Walter Kypke

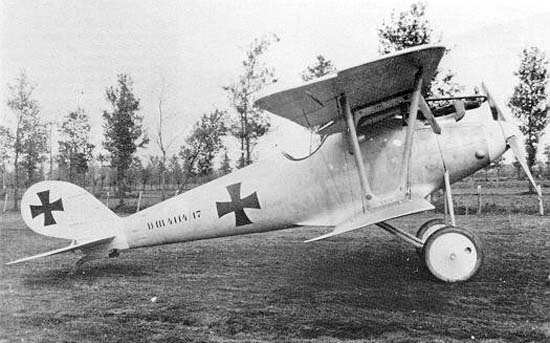
Samolot Pfalz D.III

Walter Kypke (ur. 22 września 1893 w Szczecinie, zm. 6 czerwca 1924 w Magdeburgu) – as lotnictwa niemieckiego Luftstreitkräfte z 9 potwierdzonymi zwycięstwami w I wojnie światowej. 

## Życiorys
Wstąpił do wojska na ochotnika po wybuchu wojny. Już w październiku 1914 roku został skierowany na szkolenie pilotażu. W kwietniu 1915 roku został skierowany do jednostek liniowych - najpierw do FFA 2, potem do FFA 57. Od lutego 1916 roku służył w KEK Avillers, gdzie w sierpniu odniósł swoje pierwsze zwycięstwo powietrzne. Następnie został skierowany do nowo utworzonej eskadry myśliwskiej Jagdstaffel 14, skąd w sierpniu 1917 roku przeniesiono go do Jagdstaffel 41. Z jednostką odniósł kolejne cztery zwycięstwa zanim został przeniesiony na stanowisko dowódcy Kest 5, które pełnił w okresie od 27 października do 6 grudnia 1917 roku. Także w tej jednostce odniósł jedno zwycięstwo. 6 grudnia został skierowany do Fliegerersatz Abteilung Nr. 10 w Böblingen, gdzie powierzono mu utworzenie i dowodzenie Königlich Württembergische Jagdstaffel Nr. 47.  Stanowisko to pełnił do końca wojny odnosząc jeszcze 3 potwierdzone zwycięstwa powietrzne. W czasie wojny latał na wielu typach samolotów niemieckich, m.in. Fokker D.VII, Pfalz D.III.
Zginął 6 czerwca 1924 roku w wypadku lotniczym w okolicach Magdeburga.

## Odznaczenia
- Królewski Order Rodu Hohenzollernów
- Krzyż Żelazny I Klasy
- Krzyż Żelazny II Klasy
- Wittenberski Order Friedricha – 18 października 1918 (jako ostatni pilot myśliwski, który go otrzymał)